# Ancistrachne ancylotricha
Ancistrachne ancylotricha är en gräsart som först beskrevs av Eduardo Quisumbing y Argüelles och Merrill, och fick sitt nu gällande namn av Stanley Thatcher Blake. Ancistrachne ancylotricha ingår i släktet Ancistrachne och familjen gräs.
Artens utbredningsområde är Filippinerna. Inga underarter finns listade i Catalogue of Life.